# Jerome Meyinsse
Jerome Dieu Donne Meyinsse (Baton Rouge, Louisiana, Estados Unidos, 15 de diciembre de 1988) es un jugador de baloncesto profesional estadounidense que se desempeña como pívot en el Quimsa de la Liga Nacional de Básquet de Argentina.

## Trayectoria

### Instituto
Nacido y criado en Baton Rouge, Louisiana, Meyinsse asistió al instituto y jugò baloncesto para el McKinley Senior High School. Promedió 18,5 puntos, 11 rebotes, cinco bloqueos y tres asistencias por juego para McKinley como sénior. Era el capitán de equipo y fue seleccionado para jugar con el equipo del este en el "Louisiana High School Coaches Association All-Star game".

### Universidad
Meyinsse jugó baloncesto universitario para los Virginia Cavaliers de la Universidad de Virginia, en Charlottesville, Virginia.
| Club               | País           | Clase     | Año         |
| ------------------ | -------------- | --------- | ----------- |
| Virginia Cavaliers | Estados Unidos | Freshman  | 2006 - 2007 |
| Virginia Cavaliers | Estados Unidos | Sophomore | 2007 - 2008 |
| Virginia Cavaliers | Estados Unidos | Júnior    | 2008 - 2009 |
| Virginia Cavaliers | Estados Unidos | Sénior    | 2009 - 2010 |

### Profesional
En su carrera profesional Meyinsse se ha desempeñado desde el 2010 en varios equipos de Argentina, Venezuela, Brasil y México.

#### 9 de Julio
A los 21 años pagó su pasaje para llegar a Argentina y llegar a Sportivo 9 de Julio donde acudió a una prueba. Tras destacarse y convencer al club formó parte del plantel que disputó la Liga Nacional de Básquet 2010-11. En el equipo dirigido por Gustavo Miravet, Meyinsse jugó 47 partidos, promediando 16.6 puntos, 6.7 rebotes y 1.3 tapas por juego. Además, tuvo porcentajes interesantes: 55.8% en T2 y 69.9% en TL.

#### Estudiantes
El 7 de junio del año 2011 se confirma su llegada a Estudiantes de Bahía Blanca para afrontar la Liga Nacional de Básquet 2011-12. Al llegar Meyinsse declaraba:

"Quiero ayudar a mi equipo a ganar un campeonato".

En 52 partidos jugados promedio 28.6 minutos en cancha por cotejo, 15.3 puntos (en total 796), 56.4 por ciento en dobles, 73.2 en libres, 6.4 en rebotes, 0.7 asistencias y una valoración de 18.5.

#### Sionista
El 16 de mayo del 2012 firma el contrato que lo uniría al club entrerriano para afrontar la Liga Nacional de Básquet 2012-13 ocupando la sexta plaza de extranjero del equipo. El 29 de octubre del mismo año se confirma que cortaron a Meyinsse para contratar a Jaime Lloreda. En el equipo entrerriano no tuvo el rendimiento esperado, 8.0 puntos y 4.1 rebotes. En comparación con los años previos su nivel había bajado considerablemente (16.6 y 6.9 en la 2010/11 y 15.3 y 6.4 en la 2011/12).

#### Regatas
Sin pasar mucho tiempo sin equipo, arregla rápidamente su llegada a Regatas Corrientes para disputar lo que restaba de la Liga Nacional de Básquet 2012-13. Llegó en reemplazo de Djibril Kante. Se consagró campeón de la LNB después de vencer a Lanús por 69-65 el 16 de mayo en el cuarto juego de la serie que terminó 4-0 anotando 9 puntos en el mencionado partido.

#### Trotamundos
Tuvo un breve paso por el equipo para el final de la temporada 2012-13, disputando solamente 4 partidos.

#### Flamengo
El siguiente paso en la carrera de Meyinsse fue jugar para el Flamengo de la Liga brasileña. Con su amigo argentino Nicolas Laprovittola y el escolta Vitor Benite tuvo un paso plagado de éxitos por Brasil ganando varios torneos, entre los que se destaca la Liga de las Américas y la Copa Intercontinental.

#### San Lorenzo
El 24 de agosto del 2016 se confirma su llegada a San Lorenzo para disputar la Liga Nacional de Básquet 2016-17, para la pretemporada se anuncia un partido contra los Toronto Raptors a disputarse en Canadá el 14 de octubre, el partido terminó 122 - 105 a favor de los canadienses. Al final de la temporada vuelve a salir campeón de la LNB bajo las órdenes del entrenador Julio Lamas. En 65 partidos, Meyinsse promedió 11,4 puntos y 6,3 rebotes con un excelente 63% en tiros de cancha. Si bien su intención era quedarse en el conjunto azulgrana no pudieron llegar a un acuerdo.

#### Atenas
El 27 de julio del 2017 se confirma la llegada de Jerome al griego para disputar la Liga Nacional de Básquet 2017-18.

#### Israel
En la temporada 2020-21, firma por el Ironi Nes Ziona B.C. en la Ligat ha'Al israelí.

#### Quimsa
Regresó a la Argentina en julio de 2025, fichado por Quimsa de la LNB.

## Estadísticas Novo Basquete Brasil

### NBB Temporada regular
| Equipo            | Temporada | GP | MPG  | 2PT FG%% | 3PT FG%% | FT%% | RPG | APG | SPG | BPG | PPG  |
| ----------------- | --------- | -- | ---- | -------- | -------- | ---- | --- | --- | --- | --- | ---- |
| Flamengo · Brasil | 2013 - 14 | 31 | 21.3 | .667     | .000     | .734 | 4.7 | .5  | .7  | 1.0 | 12.2 |
| Flamengo · Brasil | 2014 - 15 | 29 | 25.5 | .617     | .500     | .674 | 5.5 | .8  | .9  | 1.1 | 11.2 |
| Flamengo · Brasil | 2015 - 16 | 26 | 18.2 | .632     | .000     | .783 | 4.3 | .9  | .5  | 1.0 | 9.2  |
| Flamengo · Brasil | Carrera   | 86 | 21.7 | .640     | .500     | .718 | 4.8 | .8  | .7  | 1.0 | 11.0 |

### NBB Playoffs
| Estación          | Equipo    | GP | MPG  | 2PT FG%% | 3PT FG%% | FT%% | RPG | APG | SPG | BPG | PPG  |
| ----------------- | --------- | -- | ---- | -------- | -------- | ---- | --- | --- | --- | --- | ---- |
| Flamengo · Brasil | 2013 - 14 | 9  | 24.8 | .662     | .000     | .698 | 6.3 | .7  | .6  | .8  | 13.3 |
| Flamengo · Brasil | 2014 - 15 | 10 | 24.8 | .590     | .000     | .818 | 4.9 | .8  | .5  | 1.4 | 9.2  |
| Flamengo · Brasil | Carrera   | 19 | 24.8 | .633     | .000     | .738 | 5.6 | .7  | .5  | 1.1 | 11.2 |

## Palmarés

### Campeonatos nacionales
- Actualizado hasta el 28 de abril de 2018.

| Título          | Club               | País      | Año         |
| --------------- | ------------------ | --------- | ----------- |
| Campeón del LNB | Regatas Corrientes | Argentina | 2012 - 2013 |
| Campeón del NBB | Flamengo           | Brasil    | 2013 - 2014 |
| Campeón del NBB | Flamengo           | Brasil    | 2014 - 2015 |
| Campeón del NBB | Flamengo           | Brasil    | 2015 - 2016 |
| Campeón del LNB | San Lorenzo        | Argentina | 2016 - 2017 |

18|Campeón conferencia Oeste Liga Sisnova LNBP]] 
Aguacateros de Michoacán (baloncesto)]
| México
|2019 - 2020
|}

### Campeonatos internacionales
- Actualizado hasta el 28 de abril de 2018.

| Título                        | Club        | País      | Año  |
| ----------------------------- | ----------- | --------- | ---- |
| Campeón LDA 2014              | Flamengo    | Brasil    | 2014 |
| Campeón Intercontinental 2014 | Flamengo    | Brasil    | 2014 |
| Campeón LDA 2019              | San Lorenzo | Argentina | 2019 |

### Individuales
- Actualizado hasta el 28 de abril de 2018.

| Título                         | Club     | País   | Año  |
| ------------------------------ | -------- | ------ | ---- |
| "MVP de las finales de la NBB" | Flamengo | Brasil | 2014 |
| "NBB All-Star Game"            | Flamengo | Brasil | 2014 |
| "NBB All-Star Game"            | Flamengo | Brasil | 2015 |

## Vida personal
Debido a su fluidez en la lengua portuguesa y adaptación rápida a la cultura brasileña, Meyinsse se convirtió en un jugador muy querido en Río de Janeiro. Fue apodado, "The Big One", por los hinchas del Flamengo, y era uno de los jugadores de baloncesto más popular de Brasil. Meyinsse fue protagonista de varios artículos periodísticos locales debido a sus posteos llamativos en Instagram.